# Kathi Wolf

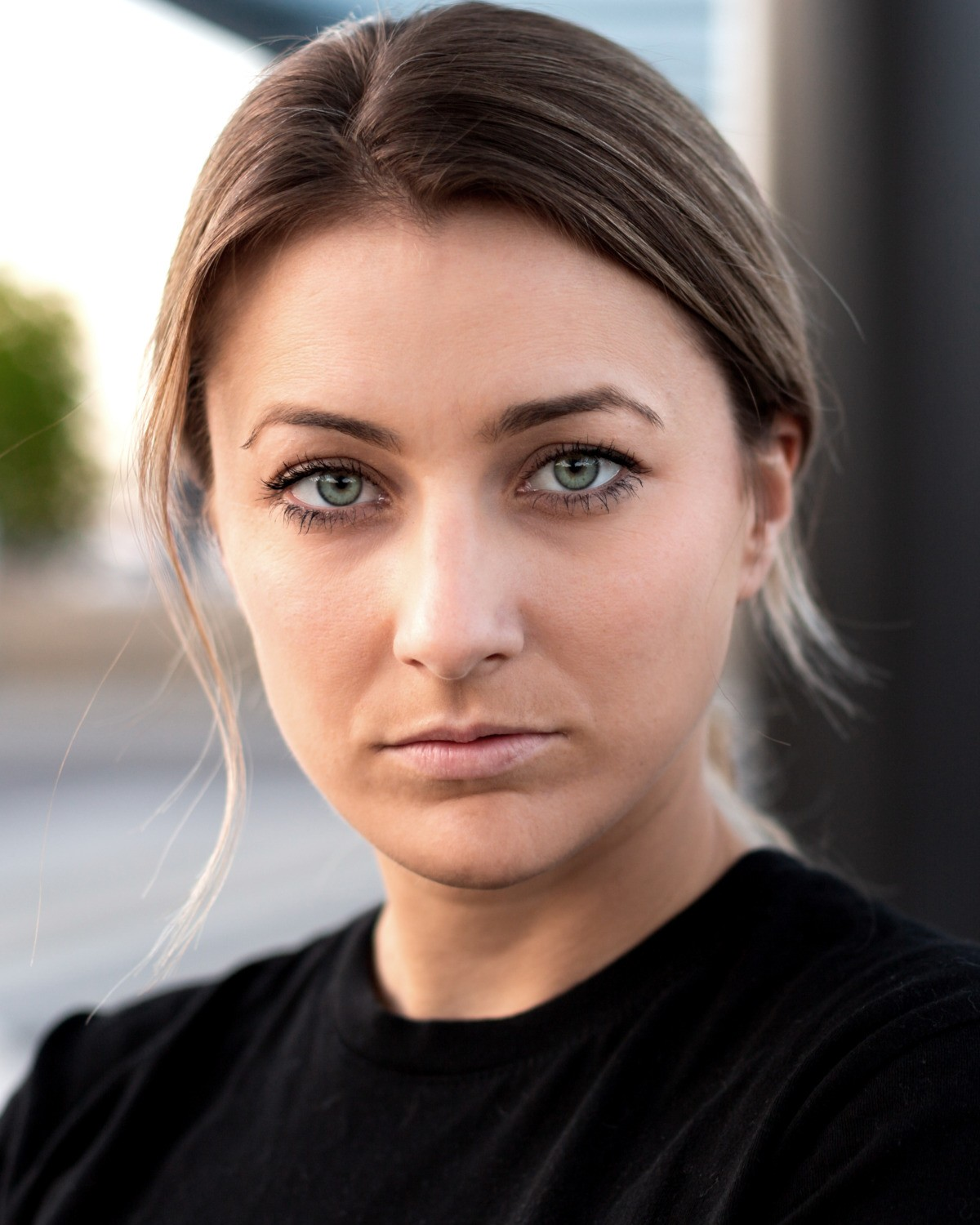
Kathi Wolf (2019)

Kathi Wolf (* 17. Februar 1987 in Leverkusen) ist eine deutsche Schauspielerin und Kabarettistin.

## Werdegang
Kathi Wolf verbrachte ihre Kindheit und Jugend an verschiedenen Wohnorten in Deutschland, hauptsächlich in Weißenhorn im schwäbischen Landkreis Neu-Ulm in Bayern. Dort besuchte sie das Gymnasium und machte 2006 ihr Abitur. Anschließend studierte sie nur für einen kurzen Zeitraum Rechtswissenschaft in Leipzig. Von 2007 bis 2011 besuchte sie in Ulm die Akademie für darstellende Kunst (adk-ulm), ein staatlich anerkanntes Berufskolleg für Theater und Film. Ihre Fachrichtung war Schauspiel. Daneben hatte sie auch Unterricht in der Gesangsklasse und trat regelmäßig in Aufführungen des Akademietheaters Ulm auf. Zwischen 2013 und 2018 studierte sie Psychologie an der Fernuniversität in Hagen und schloss mit einem Bachelor of Science (B.Sc.) ab.
Nachdem Wolf die Akademie für darstellende Kunst verlassen hatte, nahm sie Theater-Engagements an verschiedenen Bühnen auch außerhalb von Ulm an. Sie spielte u. a. am Theater Neu-Ulm, am Theater Ravensburg und am Theater Cena & Arte in Stuttgart. Daneben war sie 2013 Mitglied im Weimarer Kultur-Express, einer freien Theatergruppe, die auf ihren Tourneen fast ausschließlich vor Schülerinnen und Schülern auftritt und in ihren Theaterstücken Themen anspricht, die im jugendlichen Alter und Schulalltag relevant sind. 2014 trat Wolf erstmals als Kabarettistin auf. Zwischen 2015 und 2019 tourte sie mit ihren beiden Programmen Kathistrophe – made in Germany und Kathistrophe – around the World durch Deutschland. Seit April 2023 ist sie mit ihrem neuen Programm Klapsenbeste unterwegs. Sie ist Initiatorin des Kabarett-Wettbewerbs Weißenhorner Wölfchen, der seit 2021 jährlich  veranstaltet wird.
Daneben tritt Wolf auch regelmäßig als Filmschauspielerin in Erscheinung. Zunächst spielte sie Hauptrollen in mehreren Kurzfilmen. 2017 übernahm sie unter der Regie von Lisa Miller eine der beiden Hauptrollen in dem Spielfilm Landrauschen, der 2018 auf dem Filmfestival Max Ophüls Preis uraufgeführt wurde und mehrere Auszeichnungen erhielt. 2020 war sie eine der Protagonistinnen in der von Lisa Miller geschriebenen und inszenierten Webserie 2 Minuten, die vom MDR produziert wurde. 2023 wurde eine zweite Staffel abgedreht, die ab 2024 in der ARD-Mediathek zu sehen ist. Wolf spielt in der Fortsetzung wieder eine tragende Rolle.

## Schauspiel (Auswahl)

### Theater
- 2006: Akademietheater Ulm: Die Märchenjurte
- 2008–2009: Akademietheater Ulm: Der zerbrochene Schlüssel
- 2010: Akademietheater Ulm: Der große böse Wolf
- 2010–2011: Akademietheater Ulm: Amadeus
- 2011: Akademietheater Ulm: Liliom
- 2011–2012: Theater Ravensburg: Mutprobe
- 2011–2013: Theater Neu-Ulm: Willis Wilde Weiber
- 2012: Cena & Arte Stuttgart: Ein Bruder zuviel
- 2012–2013: KCC Theater Ulm: Sargastisch
- 2013: Weimarer Kulturexpress: Drogen. Von Gras bis Crystal
- 2013: Weimarer Kulturexpress: Alkohol
- 2013: KCC Theater Ulm: Mit Hirn, Charme und Melonen
- 2014: Theater Neu-Ulm: Mann so ein Theater
- 2014: Theater Neu-Ulm: Die Unterrichtsstunde
- 2017–2018: Junge Ulmer Bühne: Der Grüffelo

### Film und Fernsehen
- 2011: Verplant (Kurzfilm)
- 2012: O Dulce Nomen Libertatis (Kurzfilm)
- 2012: AnsichtsSache (Kurzfilm)
- 2015: A.R.M. – Almost Rigor Mortis (Kurzfilm)
- 2018: Landrauschen (Spielfilm)
- 2019: vEmotion (Spielfilm)
- 2019: Stumm (Kurzfilm)
- 2020: 2 Minuten (Webserie, MDR)
- 2021: Smallrats (Kurzfilm)
- 2024: 2 Minuten – 24/7 (Webserie, MDR)

## Kabarettprogramme
- 2015–2018: Kathistrophe – made in Germany
- 2017–2019: Kathistrophe – around the World
- 2019–2022: Psychoparty – Psychisch korrekt, politisch defekt
- 2022/23: Schlachtplatte – Die Jahresendabrechnung 2022 zusammen mit Robert Griess, Jens Heinrich Claassen und Sebastian Schnoy
- Seit 2023: Klapsenbeste
- 2023/24: Schlachtplatte – Die Jahresendabrechnung 2023 zusammen mit Robert Griess, Holger Müller und Alice Köfer